# Wilton Daniel Gregory
Wilton Daniel Gregory (Chicago, 7. prosinca 1947.) američki je katolički prelat koji je služio kao nadbiskup Washingtona od 2019. do 2025. godine. Papa Franjo ga je 2020. proglasio kardinalom, prvim afroameričkog podrijetla.